# راشيل جويس (كاتبة)
راشيل جويس (بالإنجليزية: Rachel Joyce)‏ (1962، لندن الكبرى في المملكة المتحدة)؛ كاتِبة ومؤلِّفة، ممثلة، كاتبة سيناريو وروائية بريطانية.

## روابط خارجية
- راشيل جويس على موقع IMDb (الإنجليزية)
- راشيل جويس على موقع ميوزك برينز (الإنجليزية)
- راشيل جويس على موقع قاعدة بيانات الفيلم (الإنجليزية)